# Arganão

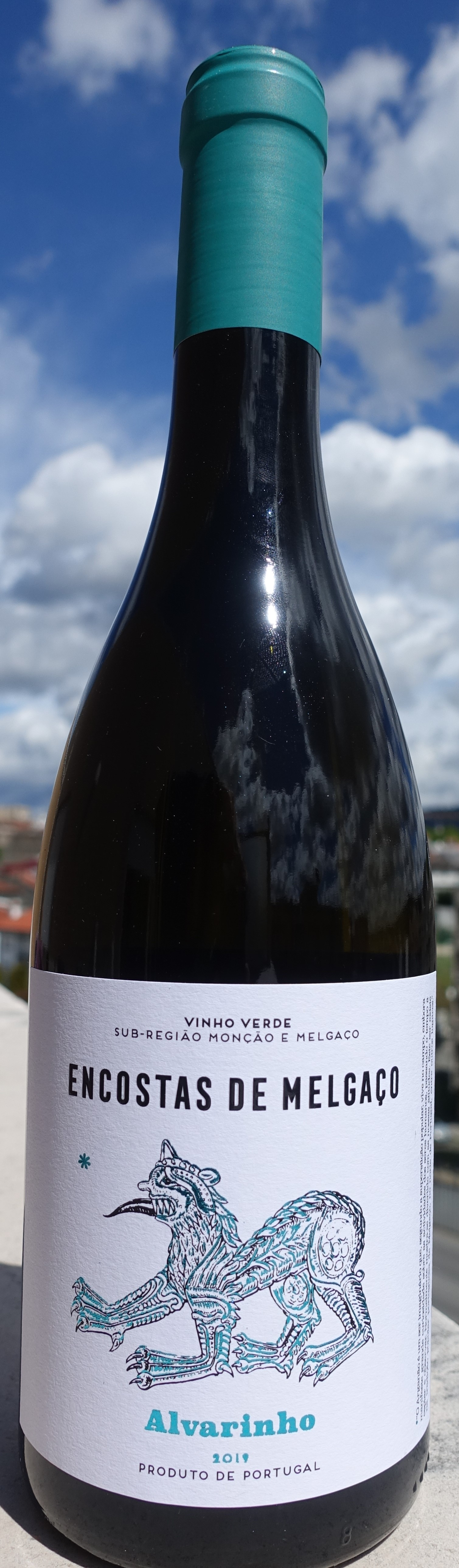
Um arganão numa garrafa de Vinho Alvarinho de Melgaço

O Arganão é um ser imaginário, proveniente da tradição oral e popular portuguesa do município de Melgaço, no norte de Portugal, que, segundo as crenças locais, vive no campo, embora manifeste grande curiosidade sobre as actividades dos seres humanos, passando o seu tempo a espiá-los. Geralmente é caracterizado como um ser muito esquivo, quase invisível, que se diverte com as atitudes dos humanos, ocasionalmente pregando-lhes algumas partidas e pequenos sustos, sem no entanto ser alguma vez apanhado ou visto por estes.

## Representações culturais
Os Arganões não são seres do antigamente, mas continuam a fazer parte da tradição cultural regional.
Têm existido vários projectos culturais para a revitalização da antiga tradição de origem pagã, impulsionados por várias instituições, associações locais e companhias de teatro regionais, tais como o grupo Comédias do Minho, que interagem com as comunidades escolares do Alto Minho, efectuando concursos de máscaras, espectáculos e performances de rua, onde os protagonistas são caracterizados como antigos guerreiros vikings que após incursarem pelo Rio Minho foram transformados em arganões pelos deuses. Adoptando a mitologia nórdica, após terem sido descobertas várias esculturas nas margens e encosta ribeirinha de Melgaço, nomeadamente em Monte Prado, semelhantes à fisionomia de grandes lagartos ou até de dragões, que comprovam a passagem dos guerreiros e salteadores escandinavos pela região, muitos apontam esta como a origem do mítico ser.
Os arganões são a figura central do cortejo etnográfico realizado no âmbito de "Melgaço em Festa". 
Um dos Vinhos Encosta de Melgaço, tem como tema inspirador "O Arganão".